# Truenorth
Truenorth é um processador anunciado pela IBM em agosto de 2014, capaz de simular o funcionamento do cérebro humano. O TrueNorth possui uma arquitetura de computação cognitiva e portanto diferente da arquitetura tradicional de von Neumann, destacando-se pelo baixo consumo de energia.

## Contexto
TrueNorth usa 5.4 bilhões de transistores com 256 milhões de sinapses. Eles são organizados em 4096  estruturas chamadas núcleos neuro-sinápticos. Cada núcleo pode armazenar, processar e transmitir informações entre si usando o mecanismo crossbar.
Em um dos experimentos grupo de IBM simulou o funcionamento de 530 bilhões de neurônios, e alcançou o máximo 10^{14}1 sinapses. A simulação foi executada no  IBM Blue Gene/Q.

## Perspectivas
A arquitetura do TrueNorth pode ser aplicada a problemas de visão, audição e sensores multi-função. Seu principal potencial está em agregar capacidades cerebrais humanas em aplicações na indústria automobilística e de entretenimento. Ele não visa substituir computadores que possuem a arquitetura de von Neumann, mas oferecer novas possibilidades para resolução de problemas.
No campo dos dispositivos móveis podemos ter avanço na robótica, analise de vídeo em tempo real, rede de sensores, direção autônoma, dentre outros.
A proposta de um novo modelo traz consigo novos desafios e possibilidade e a IBM espera lançar em breve novos produtos com essa tecnologia.